# Neoplea striola
Neoplea striola är en insektsart som först beskrevs av Franz Xaver Fieber 1844.  Neoplea striola ingår i släktet Neoplea och familjen dvärgryggsimmare. Inga underarter finns listade i Catalogue of Life.